# Fractale
《Fractale》是A-1 Pictures製作的日本動畫作品，由導演山本寬執導。本作於2011年1月13日起於富士電視台的noitaminA第1時段開始播放，全11話。漫畫版則於2010年9月30日先行在網絡漫畫雜誌GANGAN ONLINE上連載。

## 故事概要
故事背景始於自從22世紀開發FRACTALE系統（フラクタル・システム）成功後，人類不再需要工作就能生活下去。這樣的樂園維持了一千年後，系統仍然運作，可是再沒有人能準確解析系統的狀態。居住在世上大部份的人類，依然相信只要系統維持運作，就能永遠的幸福下去。可是隨著某小島的FRACTALE系統開始崩壞，故事進入序幕。
每天過著平淡生活的少年克萊因救下了因被人追趕而墮崖的少女芙琉奈。這次的偶遇使克萊因的心神起伏不巳，然而一晚過後芙琉奈卻突然消失得無影無踪，只遺留了一枚胸針。芙琉奈說這是她笑容的泉源，看了克萊因嬰孩時期的笑容後更相信胸針能守護著克萊因。胸針內封印著一個跟芙琉奈相似的女孩奈莎。克萊因與從胸針具現化的奈莎一起踏上找尋芙琉奈的旅途，終於發現FRACTALE系統的秘密......

## 登場角色
確實的人物譯名有待官方公佈。(目前僅公布クレイン、フリュネ譯名)

### 主要角色
克萊因（聲：小林優）
14歲，在FRACTALE系统下的邊境小島上居住。住所內有父母的電子分身監察他的生活。個人偏好收集FRACTALE系統成立前便存在的古老物品，包括嬰孩時與父母真身在一起的影像數據。對FRACTALE系統下的世界，遇上真人的機會減少而感到無奈。喜歡芙琉奈。
在第6話收到一台照相機，而送他相機的那名男子，正是克萊因的父親，但是克萊因並不知道。
芙琉奈（聲：津田美波）
16歲的巫女，由修道院撫養，後來因私自出走而被追捕。幸而遇見了克萊因而得救。登場時穿著巫女服。情緒表現毫無保留，因此會有突然流淚及一把抓著克萊因的時候。誠懇地為克萊因永遠燦爛的笑容而許願。沒有羞恥感，即使被看見裸體、當眾換衣服也不在意。游泳是裸泳。
雖然劇中並沒有明確點出，不過芙琉奈被修道院的大司教(也就是自己的養父)染指過的可能性很高，然而在動畫第八集，芙琉奈卻被大司教執行類似處女審問的檢查，故此疑慮有待商榷。做為芙琉奈似乎都得接受「污穢」。其養父稱她為「NO.152589」
擁有“芙琉奈”之名的女性，也被稱為“鑰匙”。自身也身為“鑰匙”。本作的芙琉奈，除了16歲的身體外，還有因為知曉了愛，所以才能做為神的容器。
僧院中有許多“芙琉奈”，毫無用處的就會被打上烙印然後消失。目前只有一個“芙琉奈”被扶養長大。
作為奈莎的靈魂所準備的肉體容器。
之後與奈莎結合，共同使用一個身體，並且與克萊因住在一起。
奈莎（聲：花澤香菜）
外貌約10歳的女孩，被封印在胸針內而產生的分身幻象，可以完成維持少女的形態，而且更擁有其他分身缺乏的觸感。個性開朗具活力，經常臉帶笑容，也愛新奇探索事物，但在克萊因面前較偏向隱瞞她跟芙琉奈的關係。
是最初存在於這世上與「芙琉奈」擁有相同面孔的少女，被稱為神的少女身上所寄宿的人格，即是靈魂。
擁有強大的力量，是可以破壞及拯救FRACTALE系統的鑰匙。

### 格拉尼茨家
否定FRACTALE 系統，屬於「迷失千年」運動活躍的一派。家庭全員已摘下FRACTALE 終端，因此不能受到FRACTALE 系統所帶來的恩惠，電子分身也只有在佩帶特製眼鏡時才看到。
恩莉（聲：井口裕香）
13歳，表現活躍的少女。曾乘坐飛空艇追捕芙露奈，為格拉尼茨家的長女，愛慕著哥哥桑達。後來接替哥哥桑達的職位，成為格拉尼茨家的領導者。
桑達（聲：淺沼晉太郎）
的哥哥，20歳，格拉尼茨家的領導者，反對人類要依賴FRACTALE系统才能存在。
布察（聲：近藤浩徳）
恩莉的部下，在對星之祭典的襲擊中喪生。
塔卡米（聲：宮下榮治）
恩莉的部下，高個子的男人。
珊瑚（聲：今野宏美）
家裏最年幼的女子，活力充沛，與奈莎的關係也不錯。
祖爺爺（聲：西村知道）
格拉尼茨家性格頑固的老爺爺，對現行的電子分身非常反感。
祖奶奶（聲：千千松幸子）
格拉尼茨家性格和善的老奶奶，也親切的接觸了電子分身的奈莎。

## 用語
FRACTALE系統 (フラクタルシステム)
又稱「分形系統」，為22世紀網絡化的科學產物，是數量高達數兆的電腦的總稱。通過植入體內的FRACTALE終端定期向浮空伺服器傳送生活數據，使所有人能得到基本的保障，並且賺取一定數量的收入。系統主宰著世界，造就了一個就算不工作也能保證生活、沒有爭端的世界。
浮空伺服器
又稱“Balloon”(氣球)，漂浮在平流層固定點的高空浮動服務器中繼站。
FRACTALE終端
微型裝置，能植入人體內，能對人體的營養進行調節，也能培植藥劑成份，防止人體患病。還能使人直接與電子分身溝通。可是會使人容易受跟收發器同步協調的影響。個體能除去FRACTALE終端以避免系統的監控，但同樣會喪失系統所帶來的利益。
星
實為衛星般的收發器，圍繞著地球運轉，主要用作數據連輸(像現今的互聯網)，也負責與植有FRACTALE終端的個體進行協調，當人凝視星時，就會自動獲得當事人的數據。
奉星祭 (星祭り)
由修道院舉行的「慶典」。與普通的節日不同，人們需要靠近向一條指向天空的天線，亦要凝視著在天線上方的「星」。修道院對外稱參加奉星祭是為了獲得星的庇護，但事實上是更新人體中的納米機器，即「洗腦」，以使人們摒棄不必要的疑惑。另外，在更新過程中，裝有FRACTALE終端的人都將無法移動。此外，附有FRACTALE終端的人可以帶上特製的眼鏡，以避免與「星」進行同步更新。
迷失千年運動 (ロストミレニアム運動)
是為了擺脫FRACTALE系統而誕生的運動。參與運動的有不同的部族，其中就包括以桑達（Sunda）為首的部族「格拉尼茨家（Granitz family）」，有關「格拉尼茨家」詳情請參見格拉尼茨家。
修道院 (僧院)
由教士主理的教派，負責維護FRACTALE 系統。鼓勵人民對星許願，以協調人體。院內設有高科技武器，作防衛用途。
電子分身 (ドッペル)
名稱取自德文doppelgänger的簡稱doppel，真實世界內以虛擬的層面互動地呈現一個人。大部份分身為真人創立的代替物，一般的電子分身外型以機械人為主，但也有例外，如奈莎的外型跟人類無異。電子分身能觸碰及被觸及，能擁有像真人般的感覺，但只有奈莎為唯一的例子。電子分身由數據組成，因此能滲透入電子顯示屏，在任何地方隨意出現。可是遇上電流干擾，分身便會消失。

## 製作人員
- 原作（原案）：Mandelbrot Engine
- 系列構成：岡田麿里
- 原創故事：東浩紀
- 人物原案：左
- 機械設定：林勇雄
- 道具設計：田中裕介
- 場景設計：青木智由紀、
- 人物設計：田代雅子
- 總作畫監督：田代雅子
- 美術監督：袈裟丸繪美
- 色彩設定：中島和子
- 攝影監督：石黑晴嗣
- 編集：坪根健太郎
- 音樂：鹿野草平
- 音響監督：鶴岡陽太
- 制作協力：Ordet
- 動畫制作：A-1 Pictures
- 制作：碎之星製作委員会

## 主題歌
片頭曲
作詞、作曲、主唱：AZUMA HITOMI，編曲：AZUMAYA
片尾曲Down By The Salley Gardens（第1話 - 第4話、第9話 - 第11話）
作詞：威廉·巴特勒·葉芝，作曲：愛爾蘭民謠，編曲：AZUMAYA、主唱：AZUMA HITOMI
片尾曲「サリーガーデン」（第5話 - 第8話）
作詞：威廉·巴特勒·葉芝，作曲： 愛爾蘭民謠，編曲：AZUMAYA、日本語版作詞、主唱： AZUMA HITOMI
插曲
作詞：岡田麿里，作曲、編曲：神前曉，主唱：AZUMA HITOMI

## 各話標題
| 話數       | 日文标题 | 中文翻譯   | 劇本     | 分镜                     | 演出       | 作画監督          | 收視率 |
| ---------- | -------- | ---------- | -------- | ------------------------ | ---------- | ----------------- | ------ |
| EPISODE 01 |          | 相遇       | 岡田麿里 | 山本寛                   | 山本寛     | 田代雅子          | 1.9%   |
| EPISODE 02 |          | 奈莎       | 岡田麿里 | 神戶守                   | 神戶守     | 田中裕介          | 1.8%   |
| EPISODE 03 |          | 格拉尼茨村 | 岡田麿里 | 藤森かずま               | 伊藤祐毅   | 近岡直            | 1.6%   |
| EPISODE 04 |          | 出发       | 岡田麿里 | 足立慎吾                 | 足立慎吾   | 林勇雄            | 2.1%   |
| EPISODE 05 |          | 旅途       | 大西信介 | 吉岡忍                   | 吉岡忍     | 松尾祐輔          | 1.5%   |
| EPISODE 06 |          | 邊境小鎮   | 岡田麿里 | 藤森かずま               | 三浦陽     | 山崎秀樹          | 2.1%   |
| EPISODE 07 |          | 虛飾之街   | 吉野弘幸 | 牧原亮太郎               | 牧原亮太郎 | 伊東伸高          | 1.9%   |
| EPISODE 08 |          | 地下的秘密 | 大西信介 | 神戸守                   | 神戸守     | 河合拓也 淺賀和行 | 1.8%   |
| EPISODE 09 |          | 窮途末路   | 吉野弘幸 | 伊藤祐毅                 | 伊藤祐毅   | 近岡直 赤井俊文   | 1.3%   |
| EPISODE 10 |          | 前往僧院   | 岡田麿里 | 伊藤智彥                 | 伊藤智彥   | 林勇雄 田中裕介   | 0.9%   |
| EPISODE 11 |          | 樂園       | 岡田麿里 | 山本寛 吉岡忍 牧原亮太郎 | 山本寛     | 河合拓也 淺野直之 | 2.5%   |

## 播放電視台
| 播放地區 | 播放電視台           | 播放日期                | 播放時間（UTC+9）    | 備註         |
| -------- | -------------------- | ----------------------- | -------------------- | ------------ |
| 广域放送 | 富士電視台           | 2011年1月13日 - 3月31日 | 星期四 24:45 - 25:15 | 制作局       |
| 日本全域 | 富士電視台 On Demand | 2011年1月14日 -         | 星期五 更新          | 付费网络电视 |
| 近畿地区 | 関西电视台           | 2011年1月18日 -         | 星期二 25:35 - 26:05 |              |
| 中京地区 | 東海电视台           | 2011年1月20日 -         | 星期四 26:05 - 26:35 |              |
| 日本全域 | BS富士               | 2011年2月26日 -         | 星期六 25:00 - 25:30 | 卫星电视     |

| 日本 富士電視台 星期五24:45-25:15節目 | 日本 富士電視台 星期五24:45-25:15節目     | 日本 富士電視台 星期五24:45-25:15節目 |
| ------------------------------------- | ----------------------------------------- | ------------------------------------- |
|                                       | Fractale （2011年1月13日 - 2011年4月7日） |                                       |
| 海月姬                                | 「C」                                     |                                       |

## 迴響
山本寬在Fractale播出之前接受報刊採訪時表示，如果本部動畫不成功便隱退。不久，山本寬關閉其博客並收回隱退宣言。結果該片收視冷淡，故事原案東浩紀表示山本寬應對此負責。而由于山本宽收回隐退宣言的行为，导致之后他所监督的作品在中国有了“遗作”之称 。而该作品第一卷销量883卷也被爱好者将作品和其名字定为销量单位量（单位名称取作品名称缩写为“frt”，读作“宽”），用于和其他作品销量的对比来调侃。

## 外部連結
- 動畫官方網站（页面存档备份，存于）（日語）